# Хосе Дієго Альварес
Хосе Дієго Альварес Альварес (ісп. José Diego Álvarez Álvarez, нар. 21 грудня 1954, Монфорте-де-Лемос) — іспанський футболіст, що грав на позиції півзахисника за «Ейбар» та «Реал Сосьєдад», а також за національну збірну Іспанії.
Дворазовий чемпіон Іспанії. Володар Суперкубка Іспанії з футболу. 

## Клубна кар'єра
Народився 21 грудня 1954 року в Монфорте-де-Лемос. Вихованець футбольної школи клубу «Ейбар». Дорослу футбольну кар'єру розпочав 1971 року в основній команді того ж клубу, в якій провів три сезони. 
1974 року перейшов до клубу «Реал Сосьєдад», за який відіграв 11 сезонів. Більшість часу, проведеного у складі «Реал Сосьєдада», був основним гравцем команди. За цей час двічі виборював титул чемпіона Іспанії, ставав володарем Суперкубка Іспанії з футболу. Завершив професійну кар'єру футболіста виступами за «Реал Сосьєдад» у 1985 році.

## Виступи за збірні
1980 року провів свій єдиний офіційний матч у складі національної збірної Іспанії. Того року включався до заявки команди на чемпіонат Європи 1980 року, в іграх якого на поле не виходив.

## Титули і досягнення
- Чемпіон Іспанії (2):

«Реал Сосьєдад»: 1980-1981, 1981-1982
- Володар Суперкубка Іспанії з футболу (1):

«Реал Сосьєдад»: 1982